# E.K. TV
E.K. TV, souvent abrégée E.K., est une chaîne de télévision généraliste privée dont les programmes sont exclusivement diffusés sur Internet. Fondée par Vincent Stuart, E.K. TV diffuse ses premiers programmes le 21 septembre 2009. E.K. TV fait partie du groupe E.K. NETWORK.
Ses sièges sociaux et d'exploitation sont basés à Mons.

## Programmes
Tous les programmes sont produits en interne sur fonds propres ou dans le cadre de coproductions. Ils ont trait, notamment, au sport, à la musique, au cinéma, aux expositions et autres évènements culturels. Tous les domaines peuvent être abordés excepté l'information au sens actualités quotidiennes.

### Programmes en VOD
E.K. TV propose ses programmes en exclusivité sur son site internet en vidéo à la demande gratuite.
Il ne s'agit la plupart du temps pas d'émissions répondant à un canevas stricte, mais de reportages et interviews sur des sujets variés et regroupés par sections thématiques :
- Music: chanson, rock, électro, blues, concerts et interviews
- Cinema: festivals, interviews exclusives et extraits de films
- Sports: foot, basket, rugby à XV
- Expos: expositions de peinture, arts plastiques, sculpture et installations (...)

### Programmes en DIRECT
En plus des programmes disponibles en VOD, E.K. TV a lancé en octobre 2010 une offre de programmes en direct avec la retransmission des demi-finales et finale du tournoi de tennis Challenger Tour, l'Ethias Trophy.
Le 5 mars 2011, pour la première fois dans l'Histoire du football belge, E.K. TV retransmettait le premier match de deuxième division en direct sur Internet.
E.K. TV retransmet aussi régulièrement des matches de coupe de Belgique et de coupe d'Europe de basket ainsi que tous les matches à domicile de l'équipe belge de coupe d'Europe de Rugby.

## Partenariats privilégiés
E.K. TV a développé autour de partenariats privilégiés plusieurs sections spécialisées dans son offre télévisuelle :
- En sport
  - Partenariats avec Dexia Mons-Hainaut], le RAEC Mons], la FBRB : la fédération belge de rugby à XV.
- En cinéma
  - Partenariats avec le BIFFF (Brussels International Fantastic Film Festival).
- En musique
  - Partenariat avec le label de blues DIXIEFROG, avec CLASSIC 21 dans le cadre de l'émission "BLUES CAFE".

## Modèle économique, financement et managment
E.K. TV est un média télévisuel indépendant constitué de fonds provenant d'investissements privés. Son modèle économique repose sur la gratuité de l'accès au contenu: les revenus de la chaîne proviennent essentiellement des recettes publicitaires.
E.K. TV dispose de sa propre régie publicitaire: E.K. Advertising.
Ce département de la société E.K. Network sprl est chargé de la gestion des espaces publicitaires de la chaîne E.K. TV (bannières, publicités en début de vidéo, écrans publicitaires pendant les retransmissions en direct) mais aussi des espaces publicitaires des écrans internes du foyer du complexe de cinéma Imagix de Mons. C'est ce même département qui gère la production des films publicitaires et des bandes annonces à destination d'E.K. TV et d'autres médias.
Grâce aux résultats engrangés depuis le lancement d'E.K. TV, en termes de durée de programmes produits, de conclusion de partenariats médias privilégiés, et d'audience, l'activité de la régie publicitaire a pu être lancée en septembre 2010, sur base d'une offre représentative et d'une forte audience en constante augmentation.
L'identité du média et la production des programmes reposent sur un personnel, à la fois confirmé, issu de milieux professionnels divers (médias traditionnels, mondes artistique, économique, …), mais aussi sur la collaboration de jeunes professionnels fraîchement diplômés et d'étudiants stagiaires issus des écoles de cinéma belges francophones.
E.K. TV est en effet un média à l'identité singulière: il fonctionne selon le modèle de la gestion participative, à savoir une vision et des valeurs communes entre direction et employés, un engagement et une responsabilisation de tous les collaborateurs, une gestion des ressources humaines axée sur les résultats et une politique de transparence de la part des responsables dans la gestion de la société.

## Divers

### WebTV ou chaîne de télévision sur Internet?
Bien que l'ensemble des programmes d'E.K. TV soient diffusés en exclusivité par Internet, la chaîne ne se définit cependant pas en tant que web-TV mais bien en tant que fournisseur de programmes télévisuels classiques, c'est-à-dire en tant que chaîne de télévision par Internet. Les responsables d'E.K. TV souhaitent par là affirmer la chaîne en tant que télévision multi-thématique professionnelle et broadcast.